# تاچیکاوا کی-۱۷
تاچیکاوا کای-۱۷ (به انگلیسی: Tachikawa_Ki-17) یک هواگرد ملخ‌پیشین تک‌موتوره از نوع هواپیمای آموزشی ساخت شرکت Tachikawa Aircraft Company Ltd است. هواگرد تاچیکاوا کای-۱۷ نخستین پروازش را در ژوئیه ۱۹۳۵ میلادی انجام داد. در مجموع، تعداد ۵۶۰ فروند از این هواگرد ساخته شده‌است.